# Род (единица измерения)

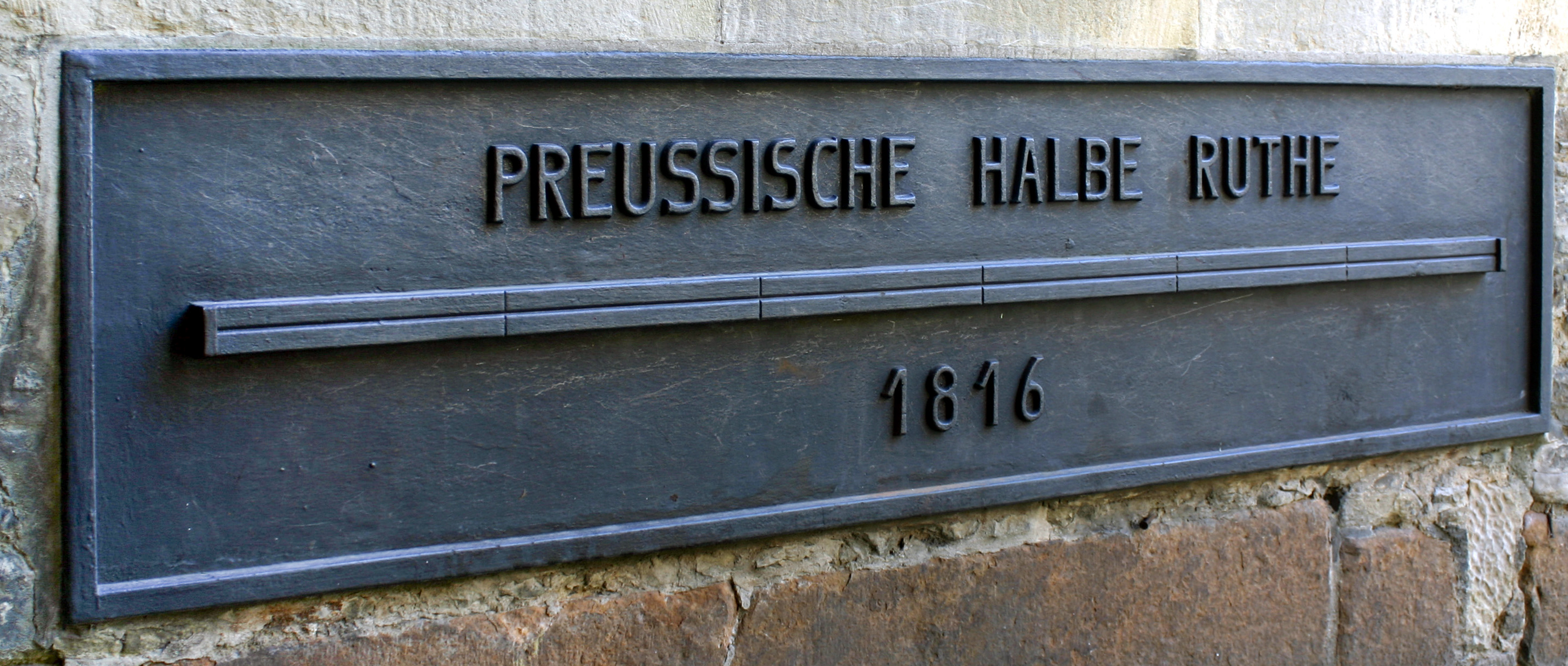
Изображение прусского полрода (1,883 м) на северной стене ратхауза в Мюнстере, Германия (2006)

Род (англ. rod), иначе поль (англ. pole), перч (англ. perch), — английская и североамериканская поземельная единица длины.
1 род равен 25 звеньям или 5 ½ ярдам или 1⁄40 фурлонгам или 5,0292 метрам.
В Германии длина рода колебалась в пределах от 2,5 до 5,9 м. Швейцарский род равнялся 3 метрам.